# Lámina nuclear

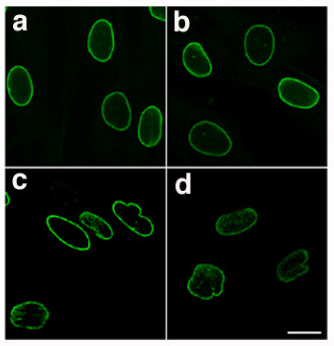
Imágenes de cultivos de fibroblastos dérmicos obtenidas mediante microscopía confocal. La lámina nuclear está marcada mediante inmunofluorescencia (color verde), con anticuerpos anti-lámina A/C. a) y b) corresponden a un paciente sano, mientras que c) y d), a un paciente con progeria. Los fibroblastos de pacientes sanos tienen una envoltura nuclear de forma redondeada y uniforme, mientras que en pacientes con progeria, presentan formas más irregulares.

La lámina nuclear es una red entrecruzada de filamentos intermedios de 15 a 80 nm de grosor compuestos por proteínas laminas A, B y C (del inglés lamins), que se sitúa en la periferia del nucleoplasma en contacto con la cara interna de la envoltura nuclear.
La lámina nuclear confiere estabilidad mecánica a la envoltura nuclear. Además, al interactuar con la cromatina participa en la determinación de la organización tridimensional del núcleo interfásico.
La composición de la lámina nuclear se basa en proteínas llamadas laminas. Los tres tipos de laminas (A, B y C) están codificados por 3 genes distintos. Las de tipo A y C se sintetizan a partir del mismo gen, llamado LMNA, por procesamiento alternativo dando lugar a cuatro subtipos: A, A(Δ)10, C1 y C2. Las láminas de tipo B están codificadas por dos genes distintos: LMNB1 (laminas del subtipo B1) y LMNB2 (láminas de los subtipos B2 y B3, también por procesamiento alternativo del gen).
Todas las laminas presentan un dominio globular en su extremo C-terminal y otro en el N-terminal. A través del C-terminal, excepto las laminas B, unen una molécula llamada farnesilo (proceso denominado farnesilación) que permite el anclaje de las laminas a la membrana nuclear interna. Esta unión permite que se formen dímeros, luego tetrámeros, protofilamentos, filamentos y por último el retículo que constituye la lámina nuclear.
La fosforilación de las laminas provoca la disgregación de la lámina nuclear, causando la ruptura de la envoltura al inicio de la división celular. Si bien la formación de la lámina no se requiere durante los pasos iniciales, la organización de la envoltura es indispensable para el crecimiento posterior y el mantenimiento de su integridad. Las laminas se incorporan luego que la cisterna o espacio perinuclear rodea al ADN y se inicia el transporte entre el núcleo y el citoplasma.
La aparición de la envoltura nuclear permitió que los eucariontes aislaran los procesos genéticos principales, como la autorreplicación del ADN o la síntesis de ARN, de la síntesis de proteínas, que ocurre fuera del núcleo. Además esto posibilitó que el ARNm se modifique dentro del núcleo antes de ser traducido en los ribosomas. Estas modificaciones no ocurren en los procariontes, ya que a medida que la ARN polimerasa sintetiza el ARN, simultáneamente el extremo 5' se une al ribosoma y comienza la traducción.